# Sainte-Colombe-des-Bois
Sainte-Colombe-des-Bois is een gemeente in het Franse departement Nièvre (regio Bourgogne-Franche-Comté) en telt 136 inwoners (2009). De plaats maakt deel uit van het arrondissement Cosne-Cours-sur-Loire.

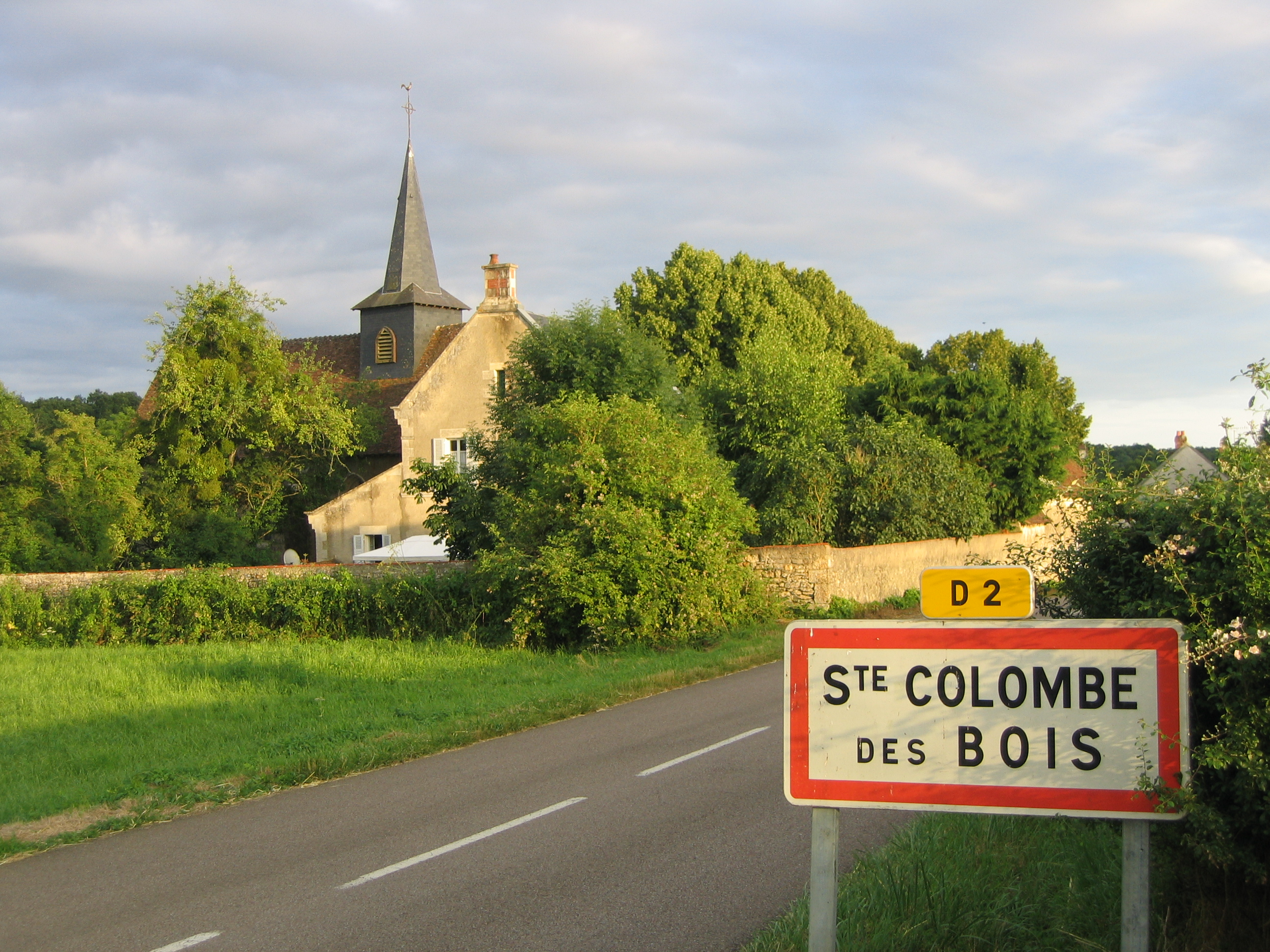
Sainte-Colombe-des-Bois
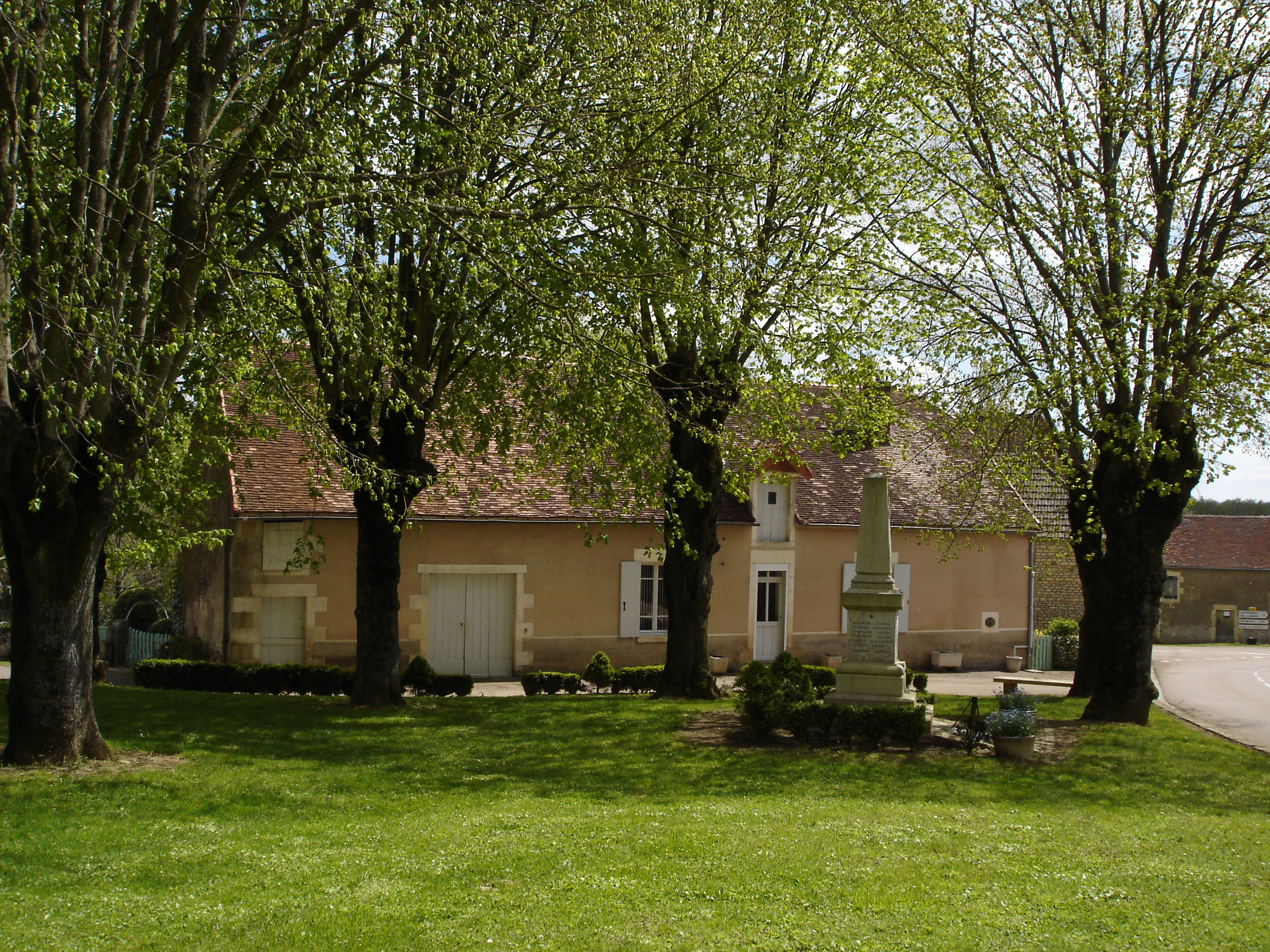
Dorpsplein

## Geografie
De oppervlakte van Sainte-Colombe-des-Bois bedraagt 29,4 km², de bevolkingsdichtheid is 4,6 inwoners per km².
De onderstaande kaart toont de ligging van Sainte-Colombe-des-Bois met de belangrijkste infrastructuur en aangrenzende gemeenten.

## Demografie
Onderstaande figuur toont het verloop van het inwonertal (bron: INSEE-tellingen).